# Садовые сони
Садовые сони (лат. Eliomys) — род грызунов семейства соневые. Включает следующие виды:
- Eliomys melanurus — Чернохвостая соня
- Eliomys quercinus — Садовая соня
- Eliomys munbyanus — Магрибская соня